# Xian de Changsha
Le xian de Changsha (长沙县 ; pinyin : Chángshā Xiàn) est un district administratif de la province du Hunan en Chine. Il est placé sous la juridiction de la ville-préfecture de Changsha.

## Démographie
La population du district était de 745 238 habitants en 1999.